# Five Nights at Freddy's (trò chơi điện tử)
Five Nights at Freddy's (thường được viết tắt là FNaF) là một trò chơi video kinh dị sinh tồn theo điểm nhấn được phát triển và phát hành bởi Scott Cawthon. Đây là phần đầu tiên, theo thứ tự thời gian thứ tư, trong loạt phim Five Nights at Freddy's. Các trung tâm trò chơi xung quanh một nhà hàng bánh pizza hư cấu gọi là "Freddy Fazbear Pizza" (một tác phẩm mô phỏng của Cheese của Chuck E. và bây giờ không còn tồn tại ShowBiz Pizza Place), nơi người chơi phải đóng vai trò như một người bảo vệ an ninh ban đêm bằng cách bảo vệ mình khỏi những sát nhân animatronic ám ảnh nhân vật bằng cách theo dõi chuyển động của họ thông qua các cơ sở bằng camera an ninh.
Cawthon quan niệm về trò chơi sau những chỉ trích về trò chơi trước đó của anh ta, Chipper & Sons Lumber Co., vì những nhân vật đáng sợ vô tình di chuyển như hoạt hình. Five Nights at Freddy's được phát triển trong sáu tháng bằng cách sử dụng công cụ trò chơi Clickteam Fusion 2.5. Trò chơi được phát hành lần đầu tiên vào tháng 8 năm 2014 trên Desura và Steam. Các cổng di động sau đó đã được phát hành cho iOS, Android và Windows Phone. Các cổng Nintendo Switch, Xbox One và PlayStation 4, cùng với ba phần tiếp theo đầu tiên, được phát hành vào ngày 29 tháng 11 năm 2019.
Five Nights at Freddy's đã nhận được những đánh giá tích cực từ các nhà phê bình, những người ca ngợi tính nguyên bản và không khí của nó, và nhanh chóng nhận được sự sùng bái. Trò chơi này là trò chơi bán chạy nhất trên Desura trong tuần kết thúc vào ngày 18 tháng 8 năm 2014 và trò chơi đã trở thành chủ đề của nhiều  YouTuber " Hãy chơi " nổi tiếng. Thành công của trò chơi đã dẫn đến việc ra mắt một loạt mở rộng, bao gồm sáu phần tiếp theo, ba phần phụ và năm cuốn sách (ba bản chuyển thể tiểu thuyết, một cuốn sách tô màu hoạt động cho trẻ em và một hướng dẫn chiến lược / truyền thuyết), với việc sản xuất phim.

## Gameplay
Five Nights at Freddy's là một trò chơi video kinh dị sinh tồn với các yếu tố điểm nhấn. Người chơi đóng vai trò là nhân viên bảo vệ tại nhà hàng Freddy Fazbear's Pizza, nơi họ phải sống sót sau ca làm việc kéo dài từ nửa đêm đến 6:00 sáng (khoảng 8 phút và 36 giây thời gian thực, 4 phút và 30 giây trên phiên bản di động và máy tính bảng)  mà không bị  dọa bởi năm con vật (Animatronics) bên trong nhà hàng , Freddy Fazbear, Bonnie the Bunny, Chica the Chicken, Foxy the Fox và Golden Freddy.
Người chơi ngồi một mình trong một văn phòng và được cấp quyền truy cập vào một mạng lưới các camera an ninh trong toàn bộ cơ sở để theo dõi chuyển động của các con Animatronics. Mỗi nhân vật đi lang thang trong nhà hàng và có các kiểu di chuyển riêng biệt, và hầu hết các chuyển động của các nhân vật diễn ra ngoài màn hình. Các nguồn cấp dữ liệu máy ảnh hầu như không sáng và bị biến dạng; và nhà bếp chỉ chứa một nguồn cấp âm thanh. Các camera không bao gồm các khu vực nhất định của tòa nhà, đáng chú ý nhất là hai hành lang trực tiếp bên trái và bên phải của người chơi. Người chơi không thể rời khỏi văn phòng, nhưng có thể đóng cửa để tự vệ và bật đèn nhanh ở hành lang để kiểm tra.  Việc sử dụng các hành động này tiêu thụ năng lượng điện hạn chế của người chơi; nếu tất cả điện bị cạn kiệt, các camera trở nên không thể hoạt động, cửa mở và đèn tắt.  Một khi những điều này xảy ra, Freddy sẽ xuất hiện ở ô cửa bên trái với ánh đèn nhấp nháy trong mắt anh ấy trong khi một bản nhạc tái hiện " Toreador March " phát. Sau một khoảng thời gian ngẫu nhiên, văn phòng sẽ tối đen và Freddy sẽ nhảy ra dọa người chơi, màn chơi kết thúc, trừ khi người chơi sống sót đến 6 giờ sáng. Nếu người chơi bị dọa bởi bất kỳ Animatronics nào, họ phải chơi lại từ đầu đêm.
Trò chơi có năm cấp độ bao gồm năm "đêm" trong trò chơi (do đó là tiêu đề của trò chơi), mỗi cấp độ tăng dần về độ khó. Hoàn thành trò chơi chính sẽ thưởng cho người chơi một ngôi sao trong menu chính và mở ra đêm thứ 6 thậm chí còn khó khăn hơn, và việc hoàn thành cấp độ này sẽ trao cho một ngôi sao khác và mở ra một "Đêm tùy chỉnh" trong đó người chơi có thể điều chỉnh độ khó của AI của từng nhân vật ngoại trừ Golden Freddy.  Hoàn thành thử thách khó khăn nhất trong trò chơi, trong đó tất cả các robot được đặt ở mức cao nhất là 20 (thường được gọi là chế độ 20/20/20/20 hoặc chế độ 4/20) trao cho người chơi ngôi sao thứ ba.

## Cốt truyện
Nhân vật chính, Mike Schmidt,đi làm bảo vệ ban đêm tại Freddy Fazbear's Pizza, một nhà hàng thuộc sở hữu của "Fazbear Entertainment". Người tiền nhiệm của Mike để lại tin nhắn thư thoại mỗi đêm và giải thích các khía cạnh khác nhau trong lịch sử của nhà hàng. Ông giải thích rằng năm animatronics của nhà hàng - Freddy Fazbear, Bonnie Bunny, Chica Chicken, Foxy The Fox, và Golden Freddy - đi vào cuộc sống vào ban đêm vì động cơ servo sẽ khóa nếu chúng được để quá lâu. Nhân viên cảnh báo Mike rằng nếu một trong số các animatronics gặp gỡ con người sau nhiều giờ, nó sẽ tự động cho rằng con người là một endoskeleton mà không có trang phục của nó và animatronic sẽ "buộc" người đó vào một bộ trang phục Freddy Fazbear, giết chết người trong quá trình.
Trong suốt trò chơi, những mẩu báo và câu chuyện từ người gọi điện thoại ngụ ý rằng hình ảnh của nhà hàng và đứng với công chúng bị ảnh hưởng đáng kể theo thời gian. Người đàn ông trên điện thoại đề cập đến một sự cố gọi là "Bite of 87", có lẽ liên quan đến một animatronics cắn đứt thùy trán của các nạn nhân. Những mẩu báo trên hành lang phía đông của nhà hàng tiết lộ rằng một vụ giết người hàng loạt được báo cáo đã xảy ra tại chỗ, được cho là xảy ra khi một người đàn ông bí ẩn dụ 5 đứa trẻ vào phòng sau trước khi giết chúng. Sau đó, nhà hàng đã nhận được những lời phàn nàn rằng animatronics bắt đầu có mùi hôi và bị dính máu và chất nhầy quanh mắt và miệng, với một khách hàng so sánh chúng với " xác chết", Ngụ ý rằng xác chết của trẻ em bị nhét bên trong hoạt hình và hồn ma của trẻ em đang chiếm hữu chúng.
Vào đầu đêm thứ tư, anh chàng điện thoại được cho là đã bị giết bởi một trong những người hoạt hình. Vào đêm thứ năm, Mike nhận được một cuộc gọi điện thoại với âm thanh bị cắt xén ở đầu bên kia. Khi Mike sống sót sau năm đêm đầu tiên, anh ta sẽ nhận được tiền lương. Hoàn thành đêm thứ sáu sẽ khiến Mike kiếm được một khoản lương khác. Sau đêm thứ bảy, Mike bị sa thải vì giả mạo hoạt hình, thiếu chuyên nghiệp và mùi hôi.
Ý tưởng cho Five Nights at Freddy bắt nguồn từ sự tiếp nhận tiêu cực đối với trò chơi trước đó của Scott Cawthon, "Chipper & Sons Lumber Co., "thân thiện với gia đình, khi người chơi nhận xét rằng nhân vật chính (một hải ly trẻ) cũng như các nhân vật còn lại nhìn. giống như "một con vật hoạt hình đáng sợ", với nhà phê bình Jim Sterling gọi trò chơi này là vô tình "đáng sợ".  Mặc dù ban đầu không được khuyến khích bởi sự tiếp đón kém cỏi đối với Chipper & Sons, Cawthon, người trước đây chủ yếu phát triển các trò chơi theo định hướng Kitô giáo, cuối cùng đã sử dụng nó để truyền cảm hứng cho bản thân để tạo ra thứ gì đó đáng sợ hơn. Trong trò chơi, bản thân hoạt hình hiếm khi được di chuyển. Điều này đã được tiết lộ là một sự lựa chọn có chủ ý từ phía Cawthon, vì anh tin rằng trong đời thực, những con robot như vậy đáng sợ hơn theo cách này, nói với Indie Gamer Mag "đó là khi chúng bị tắt rằng tấm màn được vén lên, và bạn nhận ra rằng chúng là không bao giờ sống. Họ đã và luôn luôn là như vậy. " Cawthon đã sử dụng Clickteam Fusion 2.5 để phát triển trò chơi và Autodesk 3ds Max để mô hình hóa và kết xuất đồ họa 3D, và trò chơi phải mất sáu tháng để tạo.

## Phát hành
Five Nights at Freddy's được phát hành lần đầu tiên qua Desura vào ngày 8 tháng 8 năm 2014. Vào ngày 20 tháng 8 năm 2014, sau khi được chấp thuận bởi nền tảng cung cấp dịch vụ đám đông Greenlight, Five Nights at Freddy's cũng được phát hành qua Steam.  Một cổng cho Android đã được phát hành vào ngày 27 tháng 8 năm 2014, thông qua Google Play Store.  Vào ngày 11 tháng 9 năm 2014, một cổng iOS đã được phát hành. Một Windows Phone phiên bản được công bố trên ngày 05 Tháng 12 năm 2014, mặc dù nó đã nhanh chóng bị xóa khỏi cửa hàng vào ngày 10 tháng 12 do sự xuất hiện đồ họa bị thu hẹp của cổng.

## Tiếp tân
| Nhận xét |             |
| --- | ----------- |
| \| Điểm tổng hợp \| Điểm tổng hợp \| \| Bộ tổng hợp \| Ghi bàn \| \| ------------------ \| ------------- \| \| Metacritic \| (PC) 78/100 \| \| Đánh giá điểm \| \| \| Sự xuất bản \| Ghi bàn \| \| Cách mạng trò chơi \| \| \| Game thủ PC(Mỹ) \| 80/100 \| \| TouchArcade \| (iOS) \| |             |
| Điểm tổng hợp |             |
| Bộ tổng hợp | Ghi bàn     |
| Metacritic | (PC) 78/100 |
| Đánh giá điểm |             |
| Sự xuất bản | Ghi bàn     |
| Cách mạng trò chơi |             |
| Game thủ PC(Mỹ) | 80/100      |
| TouchArcade | (iOS)       |

Five Nights at Freddy's đã được đón nhận, với trang web tổng hợp đánh giá Metacritic chỉ định phiên bản PC có số điểm là 78 trên 100.  Tạp chí Indie Game đã ca ngợi Five Nights tại Freddy vì đơn giản là nó thuộc thể loại kinh dị, chú ý rằng hướng nghệ thuật của nó và cơ chế chơi trò chơi đã góp phần tạo ra cảm giác "căng thẳng tàn bạo" - trở nên tồi tệ hơn khi người chơi có thể quen thuộc với các nhà hàng tương tự như Chuck E. Cheese, và "đó là một trải nghiệm cực kỳ đáng sợ để cố gắng tự cứu mình khỏi sự sợ hãi khi nhảy. kết thúc trò chơi ". Tóm lại, Five Nights at Freddy'sđược coi là một "ví dụ tuyệt vời về sự thông minh trong thiết kế và sự tinh tế có thể được sử dụng để tạo ra một trải nghiệm đáng sợ". Tuy nhiên, trò chơi đã bị chỉ trích vì mất quá nhiều thời gian để tải khi ra mắt.
Omri Petitte cho PC Gamer đã cho Five Nights tại Freddy điểm số 80 trên 100, nhận xét rằng trò chơi có cách tiếp cận "ít hơn" đối với thiết kế của nó, và trong khi đó, "AI không phải là một kiệt tác về thủ tục không thể đoán trước được, nó sẽ [thẳng] tiến thẳng về phía bạn và ăn mặt bạn, hoặc nó sẽ chơi đùa như một đứa trẻ ngây thơ trước khi tiếp cận vụ giết người. Tâm trí bạn sẽ lấp đầy phần còn lại ". Không khí chung của trò chơi được ca ngợi vì nhấn mạnh sự sợ hãi và hồi hộp của một mối đe dọa đang đến gần, thay vì sự xuất hiện của mối đe dọa như trong các trò chơi thiên về kinh dị khác. Tuy nhiên, lối chơi của Five Nights at Freddy'sđã bị chỉ trích vì trở nên lặp đi lặp lại một khi người chơi làm chủ nó, vì "không có gì nhiều để mong đợi ngoài việc quản lý thời lượng pin và thời gian đóng cửa cẩn thận, vì vậy những người có ý chí mạnh mẽ sẽ không tìm thấy bất cứ điều gì khác ngoài bầu không khí của nó. "  Ryan Bates of Game Revolution cho trò chơi 4,5 trên 5; so sánh lối chơi hướng máy ảnh của nó với trò chơi Night bẫy năm 1992, ông ca ngợi cách trình bày tối giản của trò chơi (đặc biệt chú trọng vào thiết kế âm thanh và thiếu âm nhạc) vì đã góp phần vào sự khủng bố của trò chơi, cùng với việc "xung động thần kinh "của trò chơi lặp đi lặp lại của nó sẽ" [đạt] gần như OCD-type cấp độ, thêm vào môi trường căng thẳng. "Tóm lại, anh cảm thấy rằng trò chơi là" kinh dị được thực hiện đúng ", nhưng nó quá ngắn.
Eurogamer 's Jeffrey Matulef so sánh động vật cử động trong game để Weeping Angels - sinh vật ăn thịt từ vũ trụ của Doctor Who - do khả năng của họ để chỉ di chuyển khi họ không được quan sát. Softpedia đã cho trò chơi 4 trên 5 sao, với nhà phê bình Cosmin Anton lưu ý rằng nó "trôi tuột khỏi các tựa game sinh tồn kinh dị góc nhìn thứ nhất kinh điển", nhưng "việc không thể di chuyển kết hợp với sức mạnh hạn chế sẽ khiến bạn cảm thấy khá bất lực trước những con robot không ngừng nghỉ mà chỉ muốn chia sẻ một chút 'tình yêu' của chúng với bạn ".  Ben Croshawof Zero chấm câuca ngợi trò chơi là cực kỳ hiệu quả, nhưng bày tỏ nghi ngờ về việc sử dụng jumpscares như một cơ chế trò chơi trung tâm.
Five Nights at Freddy's là trò chơi bán chạy nhất trên Desura cho tuần kết thúc vào ngày 18 tháng 8 năm 2014; Mức độ phổ biến của trò chơi đã tăng lên bởi một số video " Hãy chơi " phổ biến trên YouTube.  Tính đến tháng 7 năm 2015, cổng iPhone của Five Nights at Freddy's được cài đặt ước tính 4.694 lần mỗi ngày, mang lại doanh thu hàng ngày là 13.879 đô la.

## Di sản
Thành công của Five Nights at Freddy's đã khiến Cawthon phát triển một số phần tiền truyện và phần tiếp theo, bắt đầu với việc phát hành Five Nights at Freddy's 2 vào tháng 11 năm 2014.  Hai bản chuyển thể mới, Five Nights at Freddy's: The Silver Eyes và Five Nights at Freddy's: The Twisted Ones, được phát hành lần lượt vào năm 2015 và 2017. Cuốn tiểu thuyết chuyển thể thứ ba, Five Nights at Freddy's: The Fourth Closet, được phát hành vào năm 2018.  Một thế giới phụ, FNaF World, đã được phát hành vào năm 2016.  Một cuốn sách hướng dẫn dựa trên bộ sách có tên The Freddy Tập tin đã được phát hành vào năm 2017.
Kể từ năm 2017, Blumhouse Productions đã giành được quyền thực hiện bộ phim chuyển thể từ Five Nights at Freddy's.